# Teràpia de camp electromagnètic pulsatiu
La teràpia de camp electromagnètic pulsatiu (PEMFT, o teràpia PEMF), també coneguda com a teràpia de camp sota estimulació magnètica (LFMS) o magnetoteràpia pulsativa (no confondre amb magnetoteràpia) utilitza els camps electromagnètics en un intent de curar fractures no consolidades i la depressió. El 2007 la FDA havia eliminat diversos dispositius d'estimulació d'aquest tipus. El 2013, l'Food and Drug Administration (FDA) dels EUA va advertir un fabricant que promocionava el dispositiu per a usos no aprovats, com ara paràlisi cerebral i lesions a la medul·la espinal.

## Ús

### Fractures retardades i no consolidades

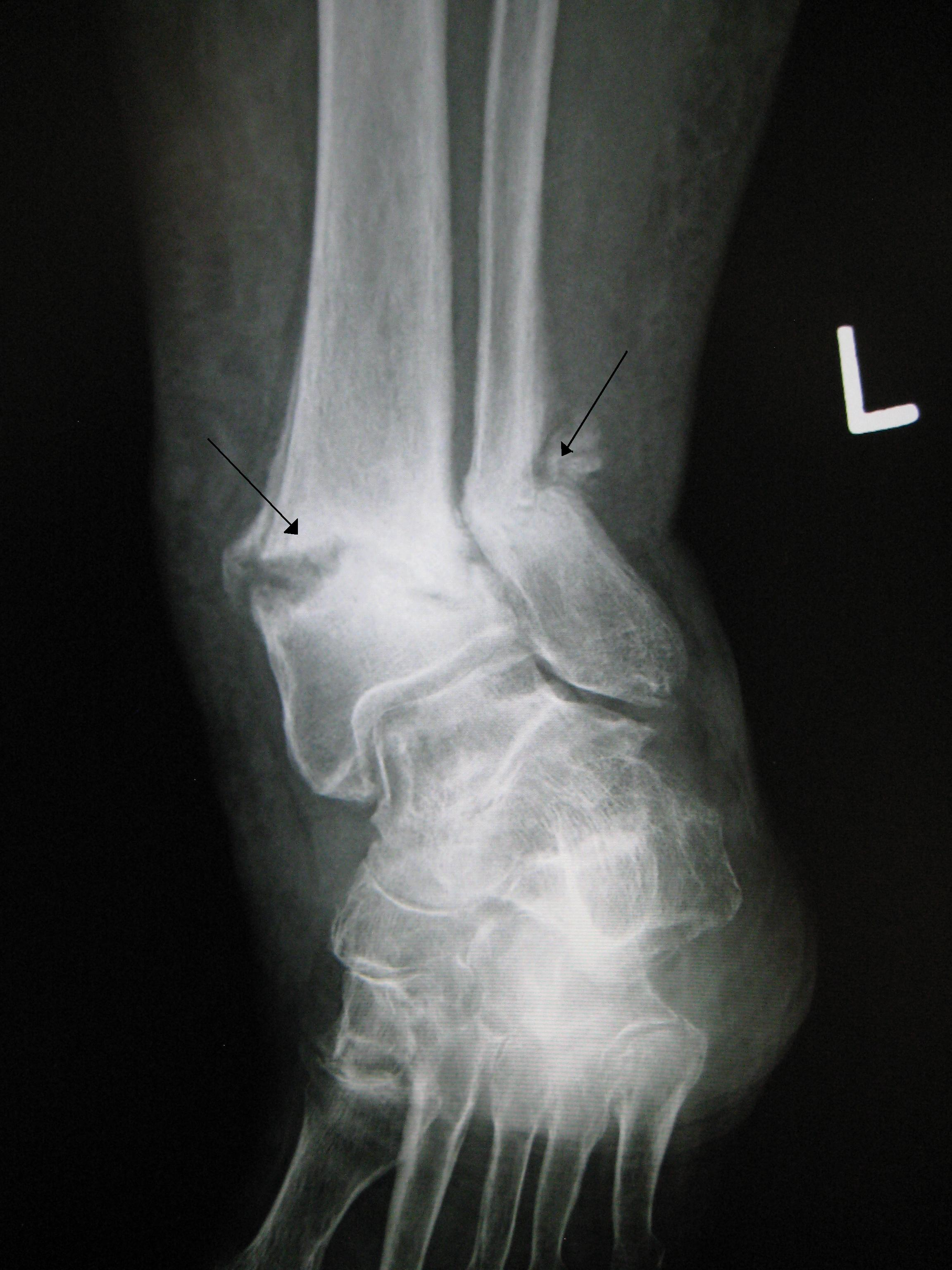
Una fractura amb no consolidada dels fragments de la fractura.

Als Estats Units, l'exposició a PEMF és un tractament aprovat per la FDA de fractures no consolidades. Hi ha evidències clíniques considerables que recolzen l'ús de PEMF per a fractures no consolidades amb taxes de curació reportades després de l'estimulació de PEMF entre el 73% i el 85%. Tot i que s'afirma que la teràpia amb PEMF ofereix alguns beneficis en el tractament de les fractures, els estudis no són concloents i són insuficients per recomanar-ne l'ús en pràctica clínica. El PEMF no es troba generalment entre les pautes per tractar defectes ossis i osteocondrals. No obstant això, hi ha proves fortes sobre el tractament ELF-PEMF. Els camps electromagnètics impulsats promouen la síntesi de la matriu extracel·lular esquelètica. El procés fisiològic de la resposta de les cèl·lules esquelètiques al PEMF és la síntesi de molècules estructurals i de senyalització de la matriu extracel·lular a la ferida. El resultat dels processos de senyalització és instruir a les cèl·lules esquelètiques a sintetitzar matrius extracel·lulars estructurals i molècules de senyalització i millorar la capacitat dels teixits esquelètics de respondre a entorns fisicoquímics i demandes biomecàniques canviants i facilitar la curació. Es va informar una reducció del temps fins a la unió i un augment del percentatge de curació de fractures en pacients estimulats per PEMF en comparació amb els controls en fractures tibials fresques i en fractures del coll femoral.

## Història
Abans de l'any 2000, paral·lelament a la investigació del PEMF que es feia a Europa Occidental, els Estats Units i el Japó, es feia una gran quantitat de treballs científics aïllats científicament darrere del teló de ferro, tal com es resumeix en un detallat informe tècnic, mostra evidències científiques de beneficis prometedors de l'ús de PEMF per a una àmplia gamma d'aplicacions, incloses malalties vasculars perifèriques, malalties pulmonars, malalties gastrointestinals, malalties neurològiques, malalties reumàtiques, pediatria, dermatologia, cirurgia, ginecologia, medicina oral, otorrinolaringologia, oftalmologia, immunitat, inflamació, reproducció i tumors, basat en més de 200 articles científics de referència que inclouen estudis en humans i en animals.
Els veterinaris van ser els primers professionals de la salut que van utilitzar la teràpia amb PEMF, generalment per intentar curar les cames trencades als cavalls de cursa. El 2004, la FDA va aprovar un sistema de camp electromagnètic pulsat com a complement de la cirurgia de fusió cervical en pacients amb alt risc de no-fusió. Els dies 8 i 9 de setembre de 2020, la FDA va recomanar canviar els dispositius de benestar PEMF de la categoria de classe 3 a un estat de classe 2. { } Els dispositius PEMF autoritzats per la FDA poden fer afirmacions sobre la salut que requereixen la recepta d'un metge.
Tot i que es va informar de les afirmacions que l'electricitat podria ajudar a la curació dels ossos ja el 1841, no va ser fins a mitjan anys cinquanta que els científics van estudiar seriosament el tema. Durant la dècada de 1970, Bassett i el seu equip van introduir un nou enfocament que intentava tractar les fractures retardades; una tècnica que utilitzava un senyal bifàsic de baixa freqüència molt específic per aplicar per a fractures no unions / retardades. Alan Dwyer d'Austràlia va intentar per primera vegada l'ús d'estimulació elèctrica a la regió lumbosacra.

## Dispositius de benestar
Els dispositius PEMF originals consistien en una bobina Helmholtz que generava un camp magnètic. El cos del pacient es va col·locar dins del camp magnètic per administrar el tractament. Avui en dia, la majoria dels dispositius de benestar PEMF s’assemblen a una estora de ioga típica en dimensions, però són lleugerament més gruixuts per contenir diverses bobines espiral planes per produir un camp electromagnètic uniforme. A continuació, s’utilitza un generador de freqüència per dinamitzar les bobines per crear un camp electromagnètic de polsos. Es ven i comercialitza una àmplia varietat de dispositius PEMF professionals i de consum com a dispositius de benestar registrats per la FDA. La majoria es fabriquen a Alemanya, Àustria i Suïssa i s’importen a Amèrica del Nord com a massatges elèctrics o estores de ioga elèctriques de cos sencer. Es col·loquen sobre una taula de massatges per a ús clínic o directament a terra a casa per practicar postures de ioga senzilles. Les empreses que els venen i fabriquen com a "productes de benestar general" no tenen permís per fer reclamacions mèdiques d'eficàcia en el tractament de malalties.

## Recerca

### Artrosi del genoll
Una revisió del 2013 va trobar que l'evidència era de molt baixa qualitat, que podria haver-hi un benefici per millorar la funció i no hi havia evidència que beneficiés el dolor.
El 2017, el dispositiu portàtil ActiPatch PEMF va ser eliminat per la FDA 510k, sol·licitud núm. K152432, per al "tractament addicional del dolor musculoesquelètic relacionat amb: (1) fasciitis plantar del taló; i (2) artrosi del genoll". Aquest permís era per a ús sense recepta.

### Depressió
S'ha estudiat l'ús de la teràpia de camp electromagnètic polsat per a la depressió, on es postulava que "l'efecte antidepressiu del tPEMF pot ser atribuït específicament als seus efectes sobre l'activitat i la connectivitat del cervell local".

### Dolor postoperatori
El 2019 es va autoritzar la FDA, l'aplicació K190251, per al "tractament addicional del dolor postoperatori".

### Dolor musculoesquelètic
El gener de 2020, es va concedir a l'ActiPatch usable la liquidació de la FDA 510k, aplicació núm. K192234, per a la comercialització sense recepta relacionada amb el "tractament addicional del dolor musculoesquelètic". El fabricant d'ActiPatch, Bioelectronics Corp, va presentar 3 estudis clínics per donar suport a l'eficàcia d'ActiPatch en relació amb el dolor musculoesquelètic.